# Scudo

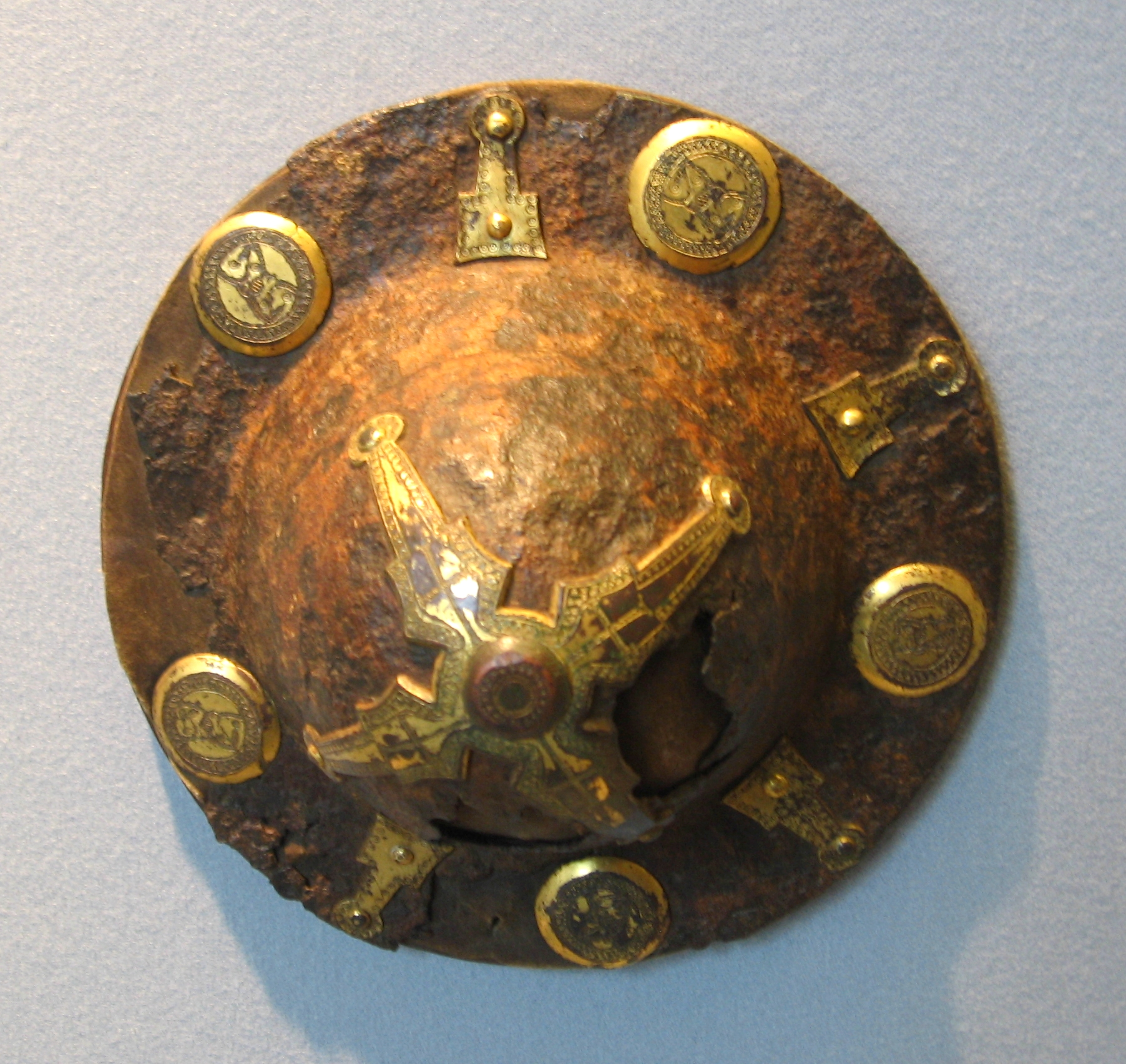
Umbone di uno scudo longobardo del VII secolo.

Lo scudo è un'arma bianca deputata alla protezione attiva del portatore, cioè volontariamente utilizzata per parare, in supporto ad altri eventuali accorgimenti difensivi (corazza, elmo, ecc.)
È costituito da una piastra di diverse forme e materiali imbracciata per difendersi attivamente dai colpi degli avversari.
Sebbene alcune popolazioni primitive lo utilizzino ancora, esso non è stato più utilizzato in guerra dall'introduzione delle armi da fuoco, capaci di perforare qualsiasi scudo che un uomo potesse portare con sé durante la battaglia, con il solo caso isolato del piccolo e pesante targe scozzese nel XVIII secolo, parzialmente efficace contro le armi dell'epoca. Oggigiorno esistono gli scudi antisommossa e gli scudi balistici, entrambi utilizzati in operazioni di polizia.

## Materiali e forme degli scudi
Il primo materiale col quale venivano costruiti gli scudi fu il legno, al quale si aggiunsero in seguito i metalli, in genere acciaio e bronzo.
Le forme e le dimensioni degli scudi variarono notevolmente al variare delle strategie di attacco e di difesa degli eserciti (falange oplitica, falange macedone, testuggine, ecc.) che, a seconda dei casi, richiedevano scudi quadrati e di grandi dimensioni per creare una barriera quasi impenetrabile alle frecce, oppure leggeri e piccoli per i corpi dell'esercito che dovevano spostarsi velocemente, fino ad essere del tutto assenti per i corpi che restavano per lo più sempre nelle retrovie, come gli arcieri.
Lo scudo viene retto con delle maniglie o delle cinghie. Le cinghie per reggere lo scudo furono inventate dai Cari, popolazione dell'Asia Minore che, come mercenari, combatterono a fianco dei Troiani per la difesa della città nella guerra di Troia.

## Tipi di scudi
Oltre al tipico scudo esistono:
Il dhal piccolo scudo rotondo indiano.
Lo scutum romano, uno scudo a torre di più ridotte dimensioni, in legno bordato di bronzo, con impugnatura orizzontale centrale in corrispondenza dell'umbone.
Lo scudo a mandorla, a forma di una punta di lancia, con la parte appuntita rivolta verso terra, è uno scudo che è stato utilizzato molto dai Normanni perché di grandi dimensioni, ma più leggero dello scutum.
L'oplon, grande scudo rotondo in bronzo con supporto ligneo, o in legno e cuoio capace di proteggere un uomo dalle cosce al collo, utilizzato nella falange oplitica, è da esso che deriva il termine oplita.
La pelta, scudo leggero a forma di mezzaluna usato dai fanti leggeri greci.
Il parma, un tipo di scudo rotondo o ellittico usato dall'esercito Romano.
Lo scudo scapezzato, con la forma di un triangolo con i due lati arrotondati e con la base verso l'alto.
Lo scudo francese, uno scudo scapezzato che sulla sommità si prolunga di altri due lati a creare un triangolo più piccolo opposto a quello che punta verso terra.
Chiamato in questa maniera poiché comparso in Francia nel XV secolo.
Lo scudo a tre punte, uno scudo scapezzato che ha tre piccole punte che sporgono oltre la base della sua forma triangolare.
Lo scudo con capo a punta, uno scudo francese con una punta superiore molto più corta.
Il brocchiero un piccolo scudo rotondo, perlopiù in metallo, sebbene alcune immagini lasciano presupporre ne siano esistiti in legno. Contrariamente a quanto sostengono i giochi di ruolo, il boccoliere non è mai stato legato all'avambraccio "in modo da lasciare libere le mani". Iconografie storiche (per esempio il London Tower Fechtbuch (Manoscritto I-33)) mostrano chiaramente come il boccoliere venga impugnato anziché legato al braccio.
La rotella, scudo di legno tondo, coperto di cuoio o di stoffa o metallo, in alcuni casi convesso all'esterno; talvolta munita al centro, di un umbone. Era anche conosciuta col nome di Rondaccia o Rondaccio. La Rotella senza umbone era il tipico scudo italiano utilizzato nel medioevo e in particolare dalle fanterie.
Il rotellino da pugno, più piccolo della rotella e dotata di impugnatura a mano e non di attacchi per le braccia. Sovente erano dotati di rompispada, questa punta sporgendo dalle rotelle, serviva a deviare, fermare o anche a rompere la spada all'avversario.
Lo scudo antisommossa, uno scudo fatto in genere di materiale sintetico (Lexan) resistente agli urti ed ai tagli che nelle sue versioni più grandi se non è completamente trasparente possiede una larga finestrella, è utilizzato dalle forze di polizia per proteggersi da lanci di oggetti o da attacchi con armi bianche.
Il palvese, grande scudo a forma rettangolare o trapezoidale usato dalle fanterie durante il medioevo.
la caetra, scudo in vimini e ricoperto di cuoio usato in epoca romana.
Lo scudo balistico è un ampio scudo antiproiettile con una piccola feritoia in vetro antiproiettile per poter vedere oltre, utilizzato tipicamente dai corpi d'élite per avvicinarsi all'obiettivo.
La targa, piccolo scudo di forma rettangolare o trapezoidale e ondulato, da usare impugnato e normalmente utilizzato accompagnato alla spada da lato.

## Galleria d'immagini

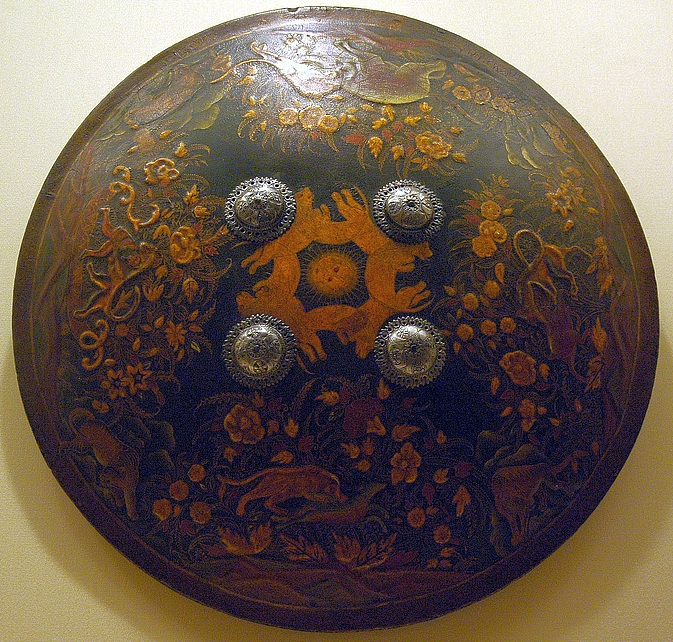
Dhal
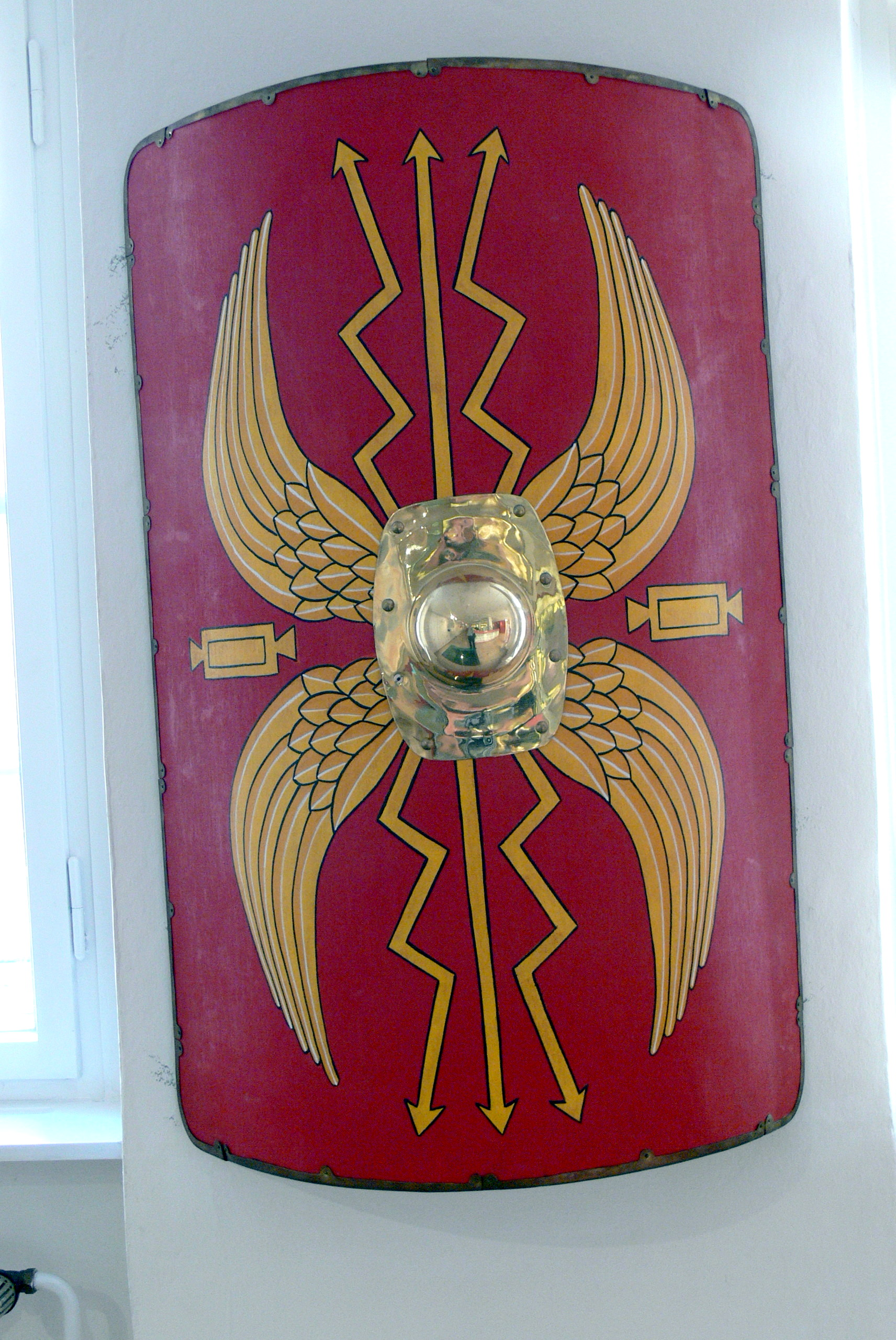
Scutum
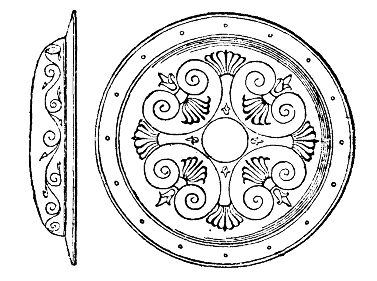
Oplon
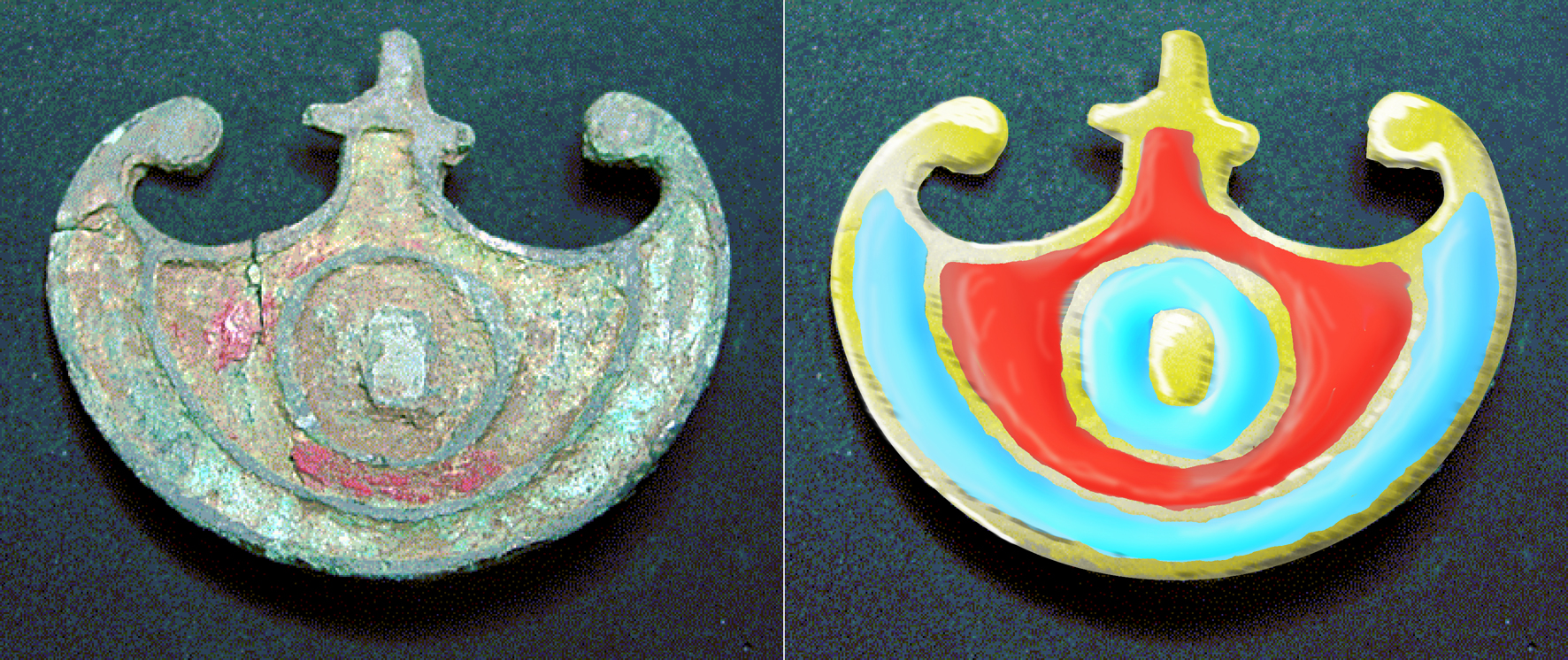
Versione romana del Pelta
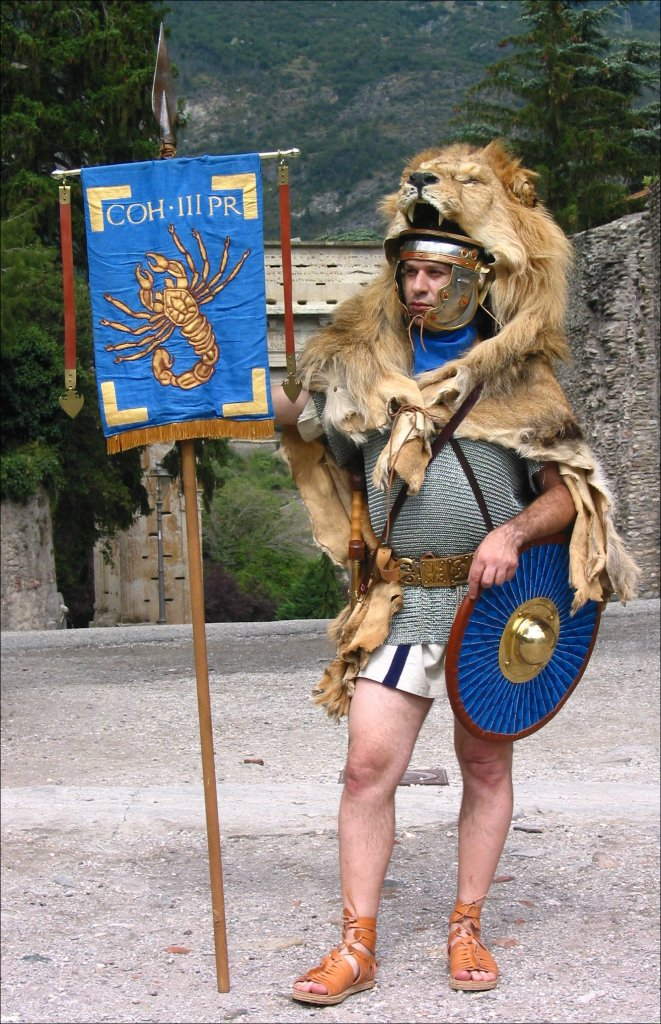
Parma in mano ad un signifer
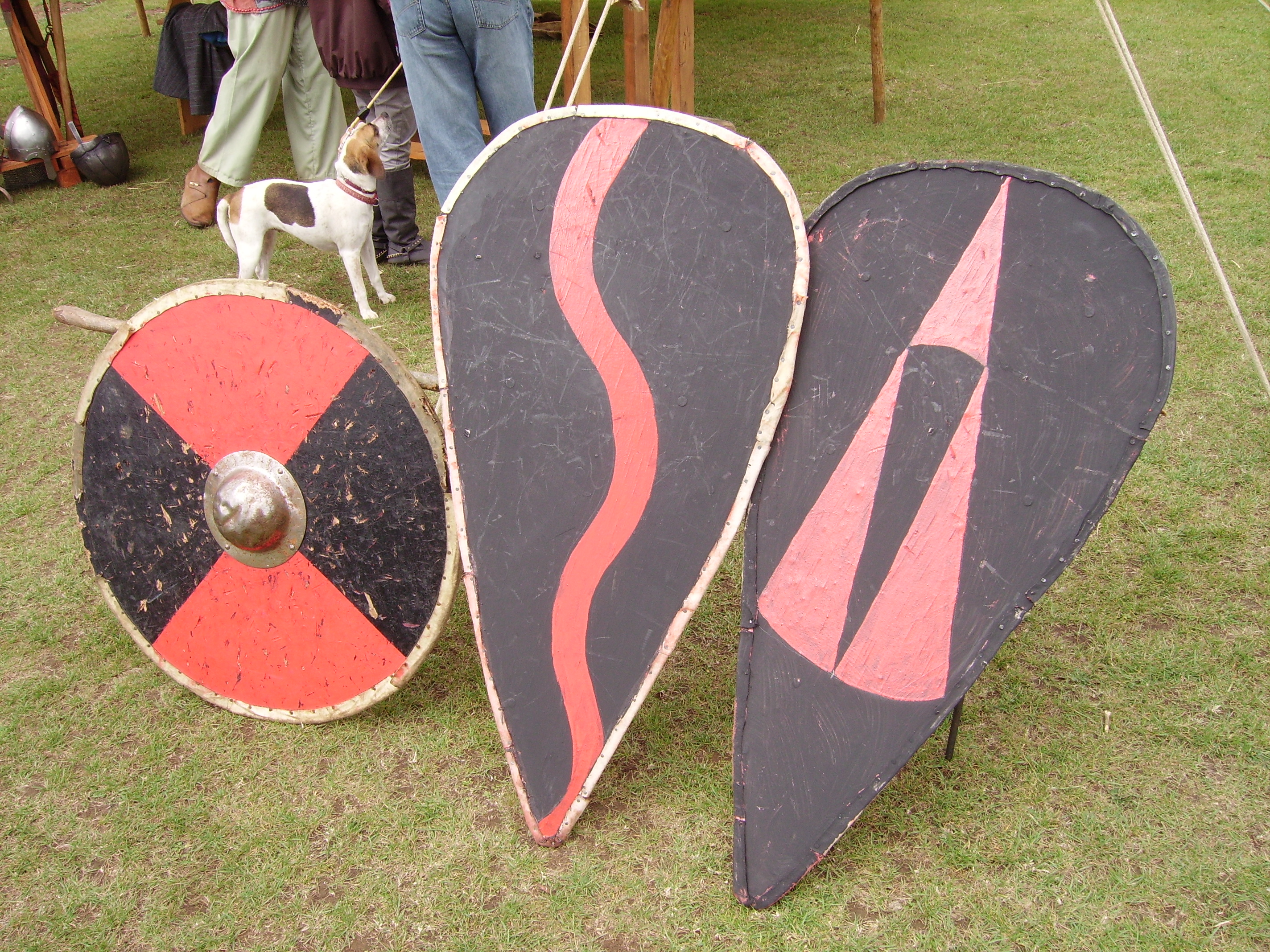
Scudo a mandorla
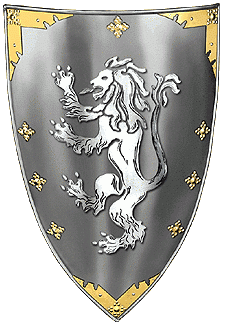
scudo scapezzato
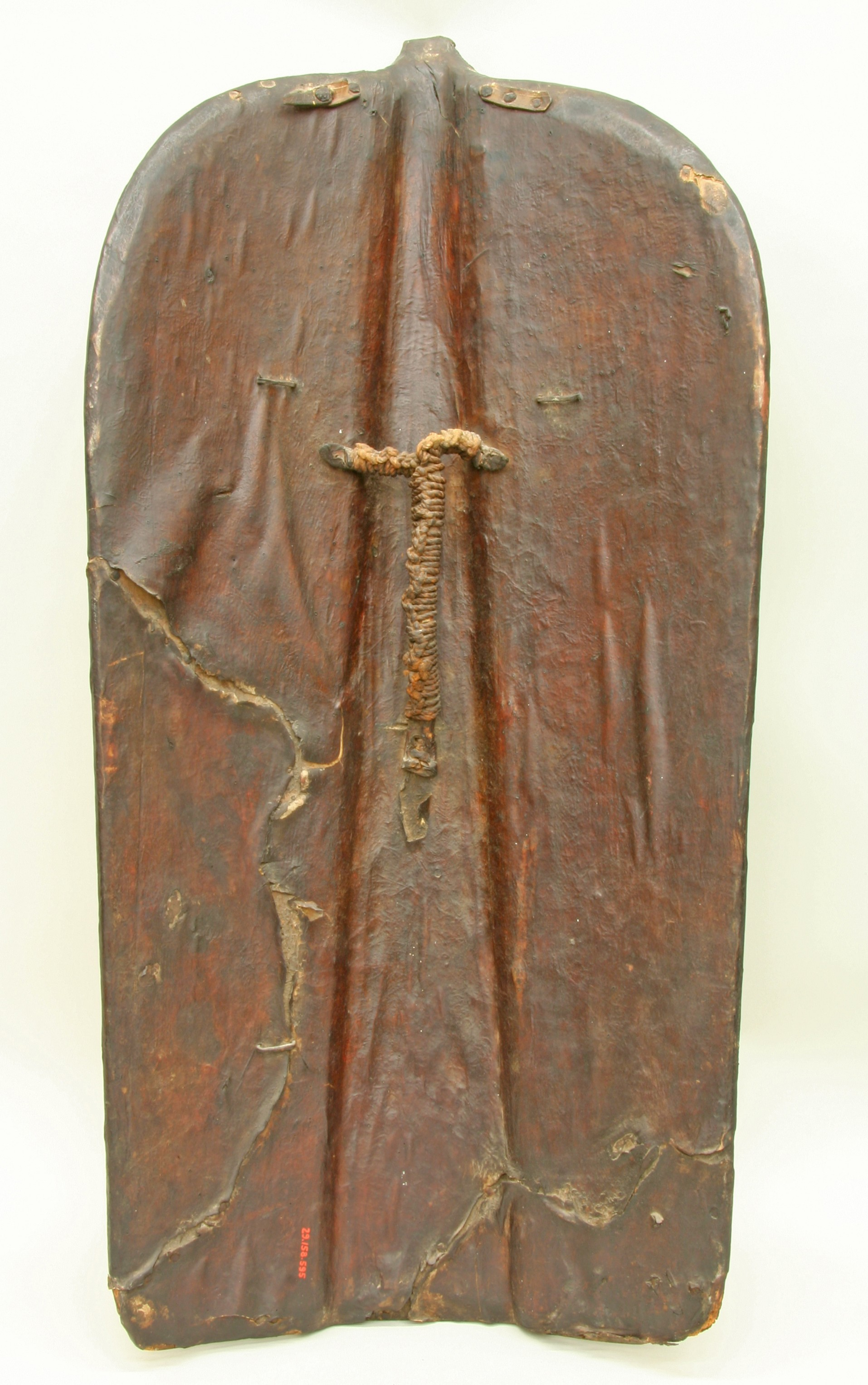
Pavese
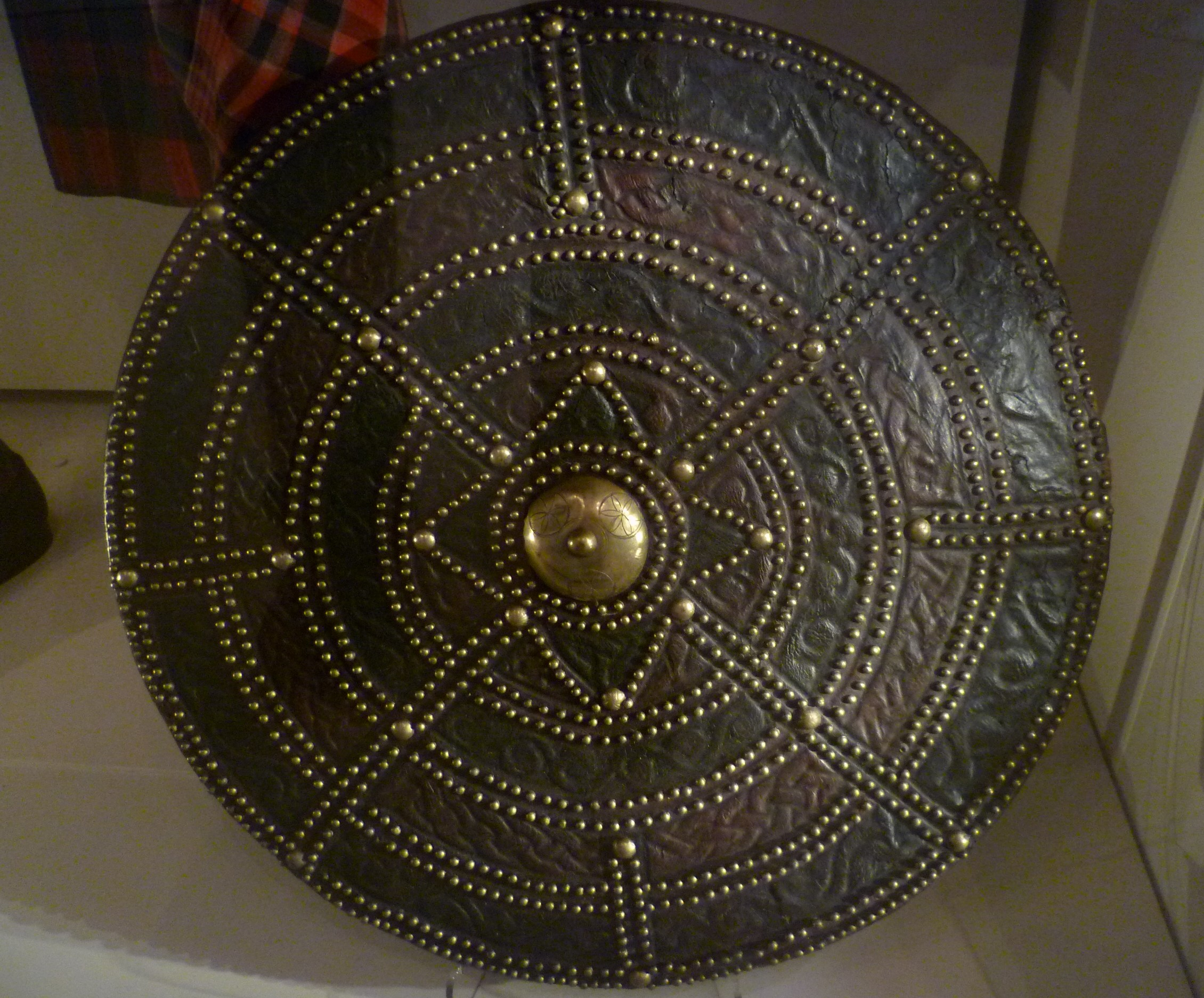
Targa
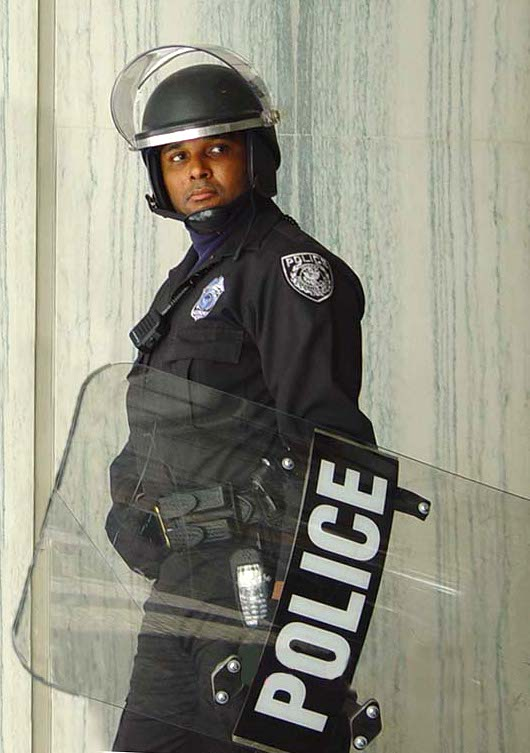
Scudo antisommossa
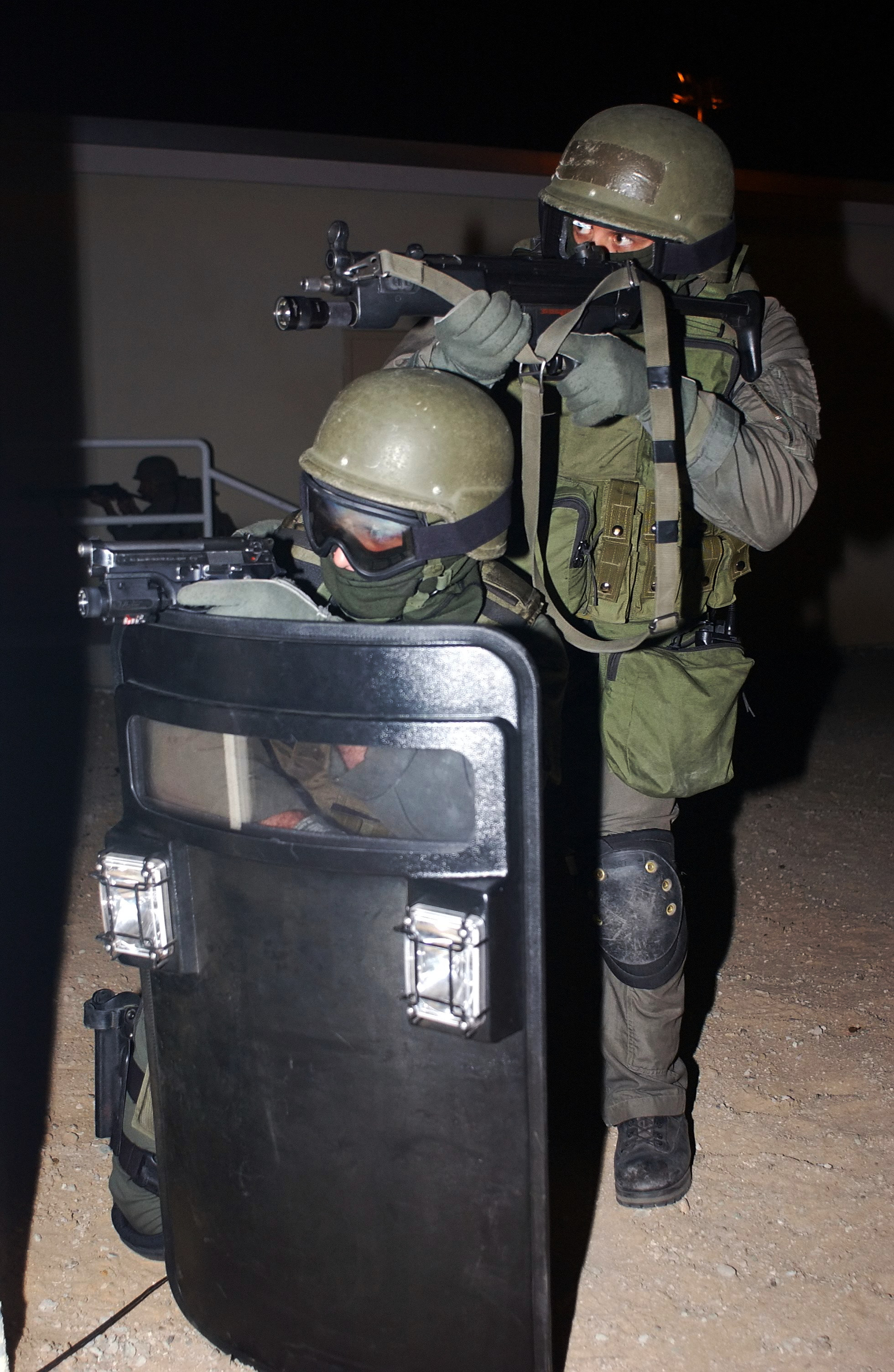
Scudo balistico
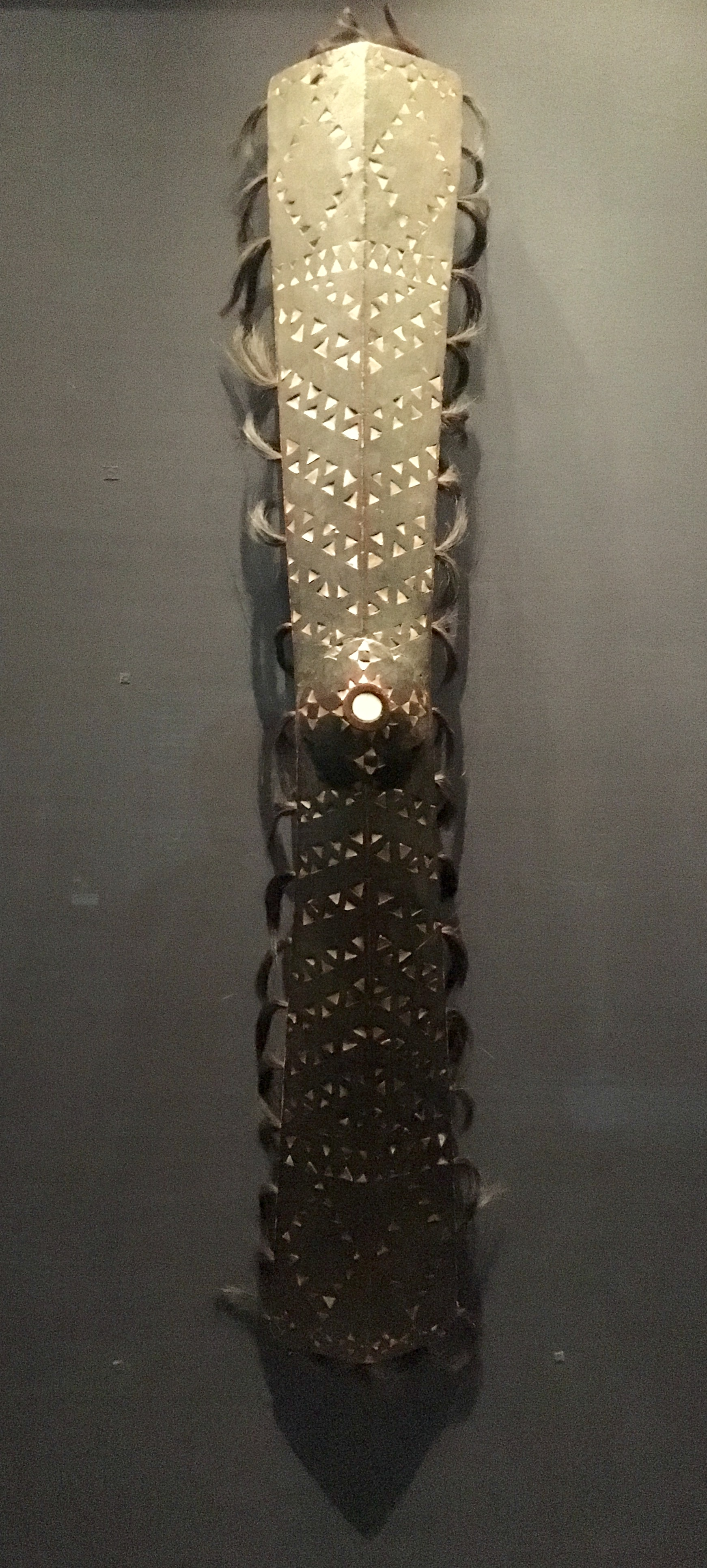
Un salawaku indonesiano